# Helcogramma striata
Helcogramma striata е вид бодлоперка от семейство Tripterygiidae. Видът не е застрашен от изчезване.

## Разпространение и местообитание
Разпространен е в Австралия (Западна Австралия, Куинсланд и Северна територия), Вануату, Индия, Индонезия, Кирибати, Папуа Нова Гвинея, Провинции в КНР, Соломонови острови, Тайван, Тайланд, Фиджи, Филипини, Шри Ланка и Япония.
Обитава океани, морета и рифове в райони с тропически климат.

## Описание
На дължина достигат до 4,3 cm.